# M-21 (Montenegro)
De M-21 of Magistralni Put 21 was een hoofdweg in Montenegro. De weg liep van de grens met Servië via Bijelo Polje naar de M-2 bij Ribarevine. In Servië liep de weg als M23 verder naar Prijepolje. 
De M-21 was ongeveer 22 kilometer lang en over de gehele lengte onderdeel van de E763 tussen de Servische hoofdstad Belgrado en Bijelo Polje.

## Geschiedenis
In de tijd dat Montenegro bij Joegoslavië hoorde, was de M-21 onderdeel van de Joegoslavische hoofdweg M21. Deze weg liep van Novi Sad via Šabac, Užice en Bijelo Polje naar Ribarevine. Na het uiteenvallen van Joegoslavië en de onafhankelijkheid van Montenegro behield de weg haar nummer in Montenegro. 
Omdat de M-21 door het hart van de stad Bijelo Polje liep, zorgde dit voor veel verkeershinder. Om het verkeer in de stad te verminderen, heeft het Montenegrijnse Ministerie van Transport en Maritieme Zaken opdracht gegeven voor een project om de weg rond de stad aan te leggen. Als gevolg hiervan heeft het ministerie van Transport en Maritieme Zaken op 27 maart 2014 de route van de M-21 officieel gewijzigd. De M-21 liep voortaan over de rondweg en niet langer door de stad. 
In 2016 werden de wegen in Montenegro opnieuw ingedeeld. De route van de M-21 werd onderdeel van de nieuwe M-2. 